# 石井祐介
石井 祐介（いしい ゆうすけ）は、フジテレビドラマ制作センター所属の演出家。

## 主な作品

### 演出補
- 非婚家族（2001年）
- 愛し君へ （2004年）
- 人にやさしく （2002年）
- トップキャスター （2006年）
- わたしたちの教科書（2007年）
- コード・ブルー -ドクターヘリ緊急救命-（2008年）

### 演出
- ヴォイス〜命なき者の声〜（2009年）
- BOSS（2009年）
- 東京DOGS（2009年）
- 月の恋人〜Moon Lovers〜（2010年）
- GOLD（2010年）
- 流れ星（2010年）
- 私が恋愛できない理由（2011年）※メイン
- 鍵のかかった部屋（2012年）
- 結婚しない（2012年）※メイン
- 再会（2012年）
- SUMMER NUDE（2013年）※メイン
- 極悪がんぼ（2014年）
- 探偵の探偵（2015年）※メイン
- 民衆の敵〜世の中、おかしくないですか!?〜（2017年）
- アライブ がん専門医のカルテ（2020年）